# Южняшки рок
Южняшкият рок, наричан също съдърн рок (на английски: southern rock, \ˈsəthərn ˈräk\), е направление в рок музиката, възникнало в Юга на Съединените щати през 60-те години на XX век на основата на рокендрол, кънтри и блус и с фокус върху електрическите китари и вокалите.
Формирането на стила е свързано с популярни групи като „Олман Брадърс Бенд“, „Маршал Тъкър Бенд“, „Литъл Фийт“, „ЗиЗи Топ“, „Линърд Скинърд“. Те са последвани в началото на 70-те години от втора вълна групи, повлияни от хардрока, чиято музика се характеризира с буги ритми, бързи китарни сола и текстове, отразяващи живота на южняшката работническа младеж, по което е близка до аутлоу кънтри движението.